# Leiothrix lanifera
Leiothrix lanifera är en gräsväxtart som beskrevs av Silveira. Leiothrix lanifera ingår i släktet Leiothrix och familjen Eriocaulaceae. Inga underarter finns listade i Catalogue of Life.